# Boleslao IV el Rizado

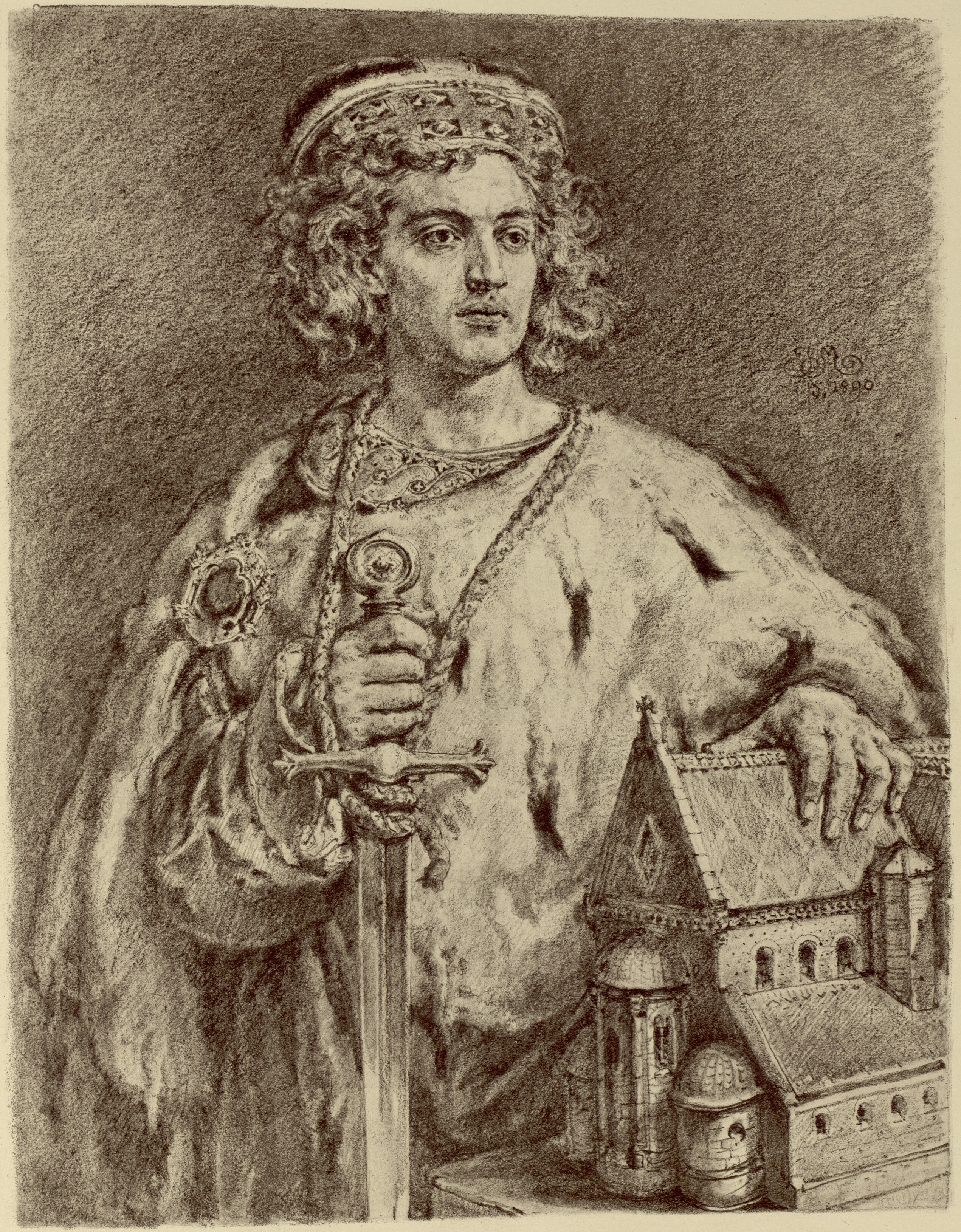
Boleslao IV el Rizado. Dibujo de Jan Matejko.

Boleslao IV el Rizado (¿?, 1127 – 5 de enero de 1173) fue un noble y gobernante polaco del siglo XII, duque de Mazovia (1138 - 1173), duque de Sandomierz (1166 - 1173) y Gran Duque de toda Polonia (1146 - 1173). Era hijo de Boleslao III el Bocatorcida y de Salomé de Berg.

## Biografía
Luchó contra su hermano Vladislao II al que depuso y desterró. Luego tuvo que luchar incesantemente contra los hijos de aquel. Rindió tributo a Federico I Barbarroja, que lo apoyó en esas luchas.
En 1137 Boleslao se casó con Viacheslava de Novgorod (c.1125–15 de marzo de 1162), hija de Vsévolod  de Pskov, príncipe de Novgorod y Pskov. Tuvieron tres hijos:
1. Boleslao (1156–1172),
2. una hija de nombre desconocido (c.1160–después de 1178), casada c. 1172/73 con Vasilko Iaropolkovich, príncipe de Shumsk y Dorohychyn,
3. Leszek, duque de Mazovia (c. 1162–1186).

Después de la muerte de su primera esposa, Boleslao se casó con María (†después de 1173), cuyos orígenes son discutidos. Esta unión no tuvo hijos.
El hijo mayor de Boleslao murió en 1172, con dieciséis años, y según informes, su padre quedó devastado por esta muerte. Fue sucedido en el principado de Mazovia-Cuyavia por su segundo hijo Leszek, de once años o menos. Como jefe supremo y gobernante de Cracovia y Gniezno, fue sucedido sin embargo por su hermano Miecislao III el Viejo, duque de la Gran Polonia.